# Кінази
Кінази або фосфотрансферази — клас ферментів, що каталізують реакцію перенесення фосфатної групи з високоенергетичної молекули-донора, наприклад АТФ, на різноманітні специфічні субстрати; цей процес знаний як фосфорилювання. Фермент, що виконує зворотну дію, тобто вилучає фосфатну групу з субстрату, називається фосфатазою.
Найбільшою групою кіназ є протеїнкінази (від англ. protein kinases — «білкові кінази»), субстратами яких є білки, активність яких змінюється в результаті фосфорилювання. Їх донорами може виступати як АТФ, так і інший білок, таким чином можуть утворюватися каскади перенесення фосфатної групи. Протеїнкінази широко використовуються клітиною для передачі сигналів та контролю багатьох складних внутрішньоклітинних процесів. Ці кінази досить численні у всіх груп організмів, наприклад, у людини ідентифіковано близько 518 різних протеїнкіназ. Їх різноманіття та важлива роль в контролі роботи клітин робить їх привабливим об'єктом маніпуляції при розробці нових ліків.
Інші типи кіназ діють на малі молекули (ліпіди, вуглеводи, амінокислоти, нуклеотиди та інші), або як частина сигнальних процесів, або для спрямування певних біохімічних реакцій метаболізму. Всі ці кінази названі за відповідним субстратом, на який вони діють.